# Selección femenina de fútbol sub-20 de Marruecos
La selección de fútbol  femenino sub-20 de Marruecos representa a Marruecos en las competiciones internacionales de fútbol femenino en la categoría.  Su organización está a cargo de la Real Federación de Fútbol de Marruecos perteneciente a la CAF.

## Historia
La categoría sub-20 de la selección nacional femenina surgió a principios de la década de 2000, con la participación de Marruecos en el torneo clasificatorio africano para la Copa Mundial Femenina de Fútbol Sub-19 de 2002 en Canadá. El equipo marroquí avanzó a las semifinales de clasificación tras las retiradas de Gambia y Níger. Sin embargo, al no poder enfrentarse a Nigeria, Marruecos se vio obligado a abandonar el partido. En 2004, Marruecos jugó sus primeros partidos oficiales en las rondas de clasificación para la Copa Mundial Femenina de Fútbol Sub-19 de 2004. El equipo se enfrentó a Guinea Ecuatorial en la primera ronda, con un resultado de 1-1 en el partido de ida. Marruecos fue derrotado en el partido de vuelta por un marcador de 1-0, poniendo así fin a su campaña. Posteriormente, el equipo nacional permaneció ausente de las competiciones durante casi ocho años.

### Primera clasificación a un mundial
El día 21 de enero de 2024, tras haber perdido 1 a 0 en Adís Abeba frente a su similar de Etiopia, Clasificó a la Copa Mundial Femenina de Fútbol Sub-20 de 2024 tras haber superado la cuarta fase del Campeonato Femenino Sub-20 de la CAF de 2024, siendo esta su primera clasificación, donde quedó en el grupo C. junto con España, Estados Unidos y Paraguay. Perdiendo sus tres partidos.

## Estadísticas

### Copa Mundial Femenina Sub-20
| Año   | Etapa          | Posición     | J            | G            | E            | P            | GF           | GA           |             |
| ----- | -------------- | ------------ | ------------ | ------------ | ------------ | ------------ | ------------ | ------------ | ----------- |
| 2002  | No clasificó   | No clasificó | No clasificó | No clasificó | No clasificó | No clasificó | No clasificó | No clasificó |             |
| 2004  | No clasificó   | No clasificó | No clasificó | No clasificó | No clasificó | No clasificó | No clasificó | No clasificó |             |
| 2006  | No clasificó   | No clasificó | No clasificó | No clasificó | No clasificó | No clasificó | No clasificó | No clasificó |             |
| 2008  | No clasificó   | No clasificó | No clasificó | No clasificó | No clasificó | No clasificó | No clasificó | No clasificó |             |
| 2010  | No clasificó   | No clasificó | No clasificó | No clasificó | No clasificó | No clasificó | No clasificó | No clasificó |             |
| 2012  | No clasificó   | No clasificó | No clasificó | No clasificó | No clasificó | No clasificó | No clasificó | No clasificó |             |
| 2014  | No clasificó   | No clasificó | No clasificó | No clasificó | No clasificó | No clasificó | No clasificó | No clasificó |             |
| 2016  | No clasificó   | No clasificó | No clasificó | No clasificó | No clasificó | No clasificó | No clasificó | No clasificó |             |
| 2018  | No clasificó   | No clasificó | No clasificó | No clasificó | No clasificó | No clasificó | No clasificó | No clasificó |             |
| 2022  | No clasificó   | No clasificó | No clasificó | No clasificó | No clasificó | No clasificó | No clasificó | No clasificó |             |
| 2024  | Fase de grupos | 21°          | 3            | 0            | 0            | 3            | 0            | 6            |             |
| 2026  | Por definir    | Por definir  | Por definir  | Por definir  | Por definir  | Por definir  | Por definir  | Por definir  | Por definir |
| Total | -              | 31°          | 3            | 0            | 0            | 3            | 0            | 6            |             |

### Campeonato Femenino Sub-20 de la CAF
| Año   | Ronda         | G            | E            | P            | GF           | GC           |
| ----- | ------------- | ------------ | ------------ | ------------ | ------------ | ------------ |
| 2002  | Semifinales   | 4            | 0            | 2            | 0            | 0            |
| 2004  | Primera ronda | 0            | 1            | 1            | 1            | 2            |
| 2006  | Segunda ronda | 0            | 0            | 2            | 0            | 0            |
| 2008  | No clasificó  | No clasificó | No clasificó | No clasificó | No clasificó | No clasificó |
| 2010  | No clasificó  | No clasificó | No clasificó | No clasificó | No clasificó | No clasificó |
| 2012  | Primera ronda | 0            | 0            | 2            | 0            | 6            |
| 2014  | Primera ronda | 0            | 0            | 2            | 1            | 8            |
| 2015  | No clasificó  | No clasificó | No clasificó | No clasificó | No clasificó | No clasificó |
| 2018  | Segunda ronda | 1            | 1            | 2            | 5            | 8            |
| 2022  | Cuarta ronda  | 3            | 3            | 0            | 15           | 6            |
| 2024  | Cuarta ronda  | 4            | 1            | 1            | 12           | 2            |
| Total |               | 12           | 6            | 12           | 34           | 32           |